# Акоба (Росія)
Акоба́ (рос. Акоба) — селище у складі Акбулацького району Оренбурзької області, Росія.
Стара назва — Алгабас.

## Населення
Населення — 101 особа (2010; 149 у 2002).
Національний склад (станом на 2002 рік):
- казахи — 97 %